# Моралес, Сантьяго (борец)
Сантьяго Алонсо Моралес (род. 20 ноября 1951) — испанский самбист и борец вольного и греко-римского стилей, многократный чемпион Испании по вольной и греко-римской борьбе, серебряный (1974) и бронзовый (1972, 1976) призёр чемпионатов Европы по самбо, серебряный (1974, 1981) и бронзовый (1979) призёр чемпионатов мира по самбо, призёр международных турниров, участник соревнований по вольной борьбе летних Олимпийских игр 1980 года в Москве. В самбо выступал в первой средней (до 82 кг), второй средней (до 90 кг) и полутяжёлой (до 100 кг) весовых категориях.
На Олимпиаде в первой схватке чисто проиграл советскому борцу Илье Мате, а во второй также чисто уступил монголу Хорлоогийну Баянмунху и выбыл из борьбы за медали.
Много раз становился чемпионом Испании по вольной и греко-римской борьбе и национальной борьбе «луча канария». Был президентом мадридский федерации борьбы. В Испании проводится международный «Мемориал Сантьяго Моралеса» по четырём видам борьбы («луча канария», самбо, грэпплинг, вольная борьба).